# Булыгин, Павел Петрович
Павел Петрович Булы́гин (23 января [4 февраля] 1896, имение Михайловское, Гороховецкий уезд, Владимирская губерния — 17 февраля 1936, Асунсьон, Парагвай) — поэт, офицер Русской императорской армии, принимавший участие в попытках спасения царской семьи и в последующем расследовании её убийства. Первопоходник. Белоэмигрант. Писатель и поэт.

## Биография
Павел Петрович Булыгин происходил из старинного дворянского рода Булыгиных. Его отец — Пётр Павлович Булыгин (1858—1915), писатель и земский деятель. Мать — урождённая фон Бернер, была родом из Польши.
С детства, которое прошло в имении Михайловское, на берегах реки Суворощи, в окружении муромских лесов, Павел Булыгин начал писать стихи. Окончив 6 классов Владимирской гимназии в 1915 году, Павел Булыгин поступил в Александровское военное училище в Москве, а в 1916 году он начал службу в лейб-гвардии Петроградском полку; участвовал в боях Первой мировой войны, был ранен (награждён за бои в Волыни орденом Святой Анны). В декабре 1917 года уехал в Новочеркасск, где шло создание Добровольческой армии. Вступив в неё, участвовал в 1-м Кубанском походе; был контужен и ранен.
С весны 1918 года — начальник Отряда особого назначения по охране лиц императорской фамилии в Крыму, в мае-октябре 1918 года участвовал в неудавшейся попытке спасения императорской семьи на Урале. В конце 1918 года был отправлен к английской королеве Александре вдовствующей императрицей Марией Фёдоровной с посланием, содержащем просьбу помочь с расследованием обстоятельств убийства царской семьи. Был принят королевой. С января 1919 года находится в войсках Восточного фронта адмирала А. В. Колчака; с августа 1919 года поступил в распоряжение следователя Н. А. Соколова для расследования дела об убийстве Императорской семьи.
Через Владивосток, Харбин и Белград добрался до Парижа, где вместе с Н. А. Соколовым продолжал расследование дела об убийстве императорской семьи — после разгрома армии А. В. Колчака материалы следствия удалось вывезти во Францию.
В 1921—1922 годах жил в Берлине, участвовал в Рейхенгалльском монархическом съезде (1921), некоторое время жил в Риге и Каунасе. С 1924 по 1934 год жил в Аддис-Абебе (Эфиопия). Работал военным инструктором и управляющим государственной кофейной плантацией.
В январе 1934 года П. П. Булыгин переехал в Прибалтику, где близ Риги жила мать его жены — художницы Агаты Шишко-Богуш. Здесь он получил приглашение старообрядческой общины Литвы образовать поселение в Парагвае у слияния рек Парана и Парагвай, что он и осуществил. Благодаря дружбе с президентом Парагвая земельный участок и строительные материалы ему были выделены бесплатно.
Умер Павел Петрович Булыгин в Асунсьоне 17 февраля 1936 года в день военного переворота, который возглавлял полковник Рафаэль Франко.

## Творчество
Впервые Павел Булыгин публикует свои произведения в 1921 году в журнале русской эмиграции «Двуглавый орел» (Берлин). В 1922 году в Берлине в издательстве «Град Китеж» вышел его первый поэтический сборник «Стихотворения», где наряду со стихами о гибели России, есть произведения, посвященные русской природе. Печатался он также в журнале «Наш огонек» (Рига), в газетах «Слово», «Сегодня», «Сегодня вечером» (Рига), «Руль» (Берлин), «Возрождение» (Париж), «Молва» (Варшава).
В 1928 году к десятой годовщине убийства царской семьи опубликовал в рижской русскоязычной газете Сегодня (№ 211 за 7 августа) статью Роль Ленина в Екатеринбургской трагедии (По личным воспоминаниям участника расследования Н. А. Соколова).
В 1930 году  на конкурсе зарубежных поэтов  и писателей, проходившем в Варшаве, первой премии была удостоена его поэма «Пороша», посвященная Ивану Алексеевичу Бунину.
В 1935 году в Лондоне вышла на английском языке книга, в которой под одной обложкой были опубликованы мемуары А. Керенского «Путь к трагедии» и доработанные Булыгиным и переведённые сыном Керенского очерки П. П. Булыгина под названием «Убийство Романовых. Достоверный отчёт» (отдельно издана в России в 2000 году).
В 1937 году в Риге его жена издала на свои средства сборник стихов — «Янтари».
В России в 1998 году был издан его сборник «Пыль чужих дорог».

## Память
Имя Павла Петровича Булыгина носит объединение библиотек Гороховецкого района Владимирской области - «Муниципальное бюджетное учреждение культуры «Современный культурный центр им. П.П. Булыгина»».
В Гороховце с 2004 года ежегодно проводятся «Булыгинские литературно-краеведческие чтения - «Да будет время с нами вечно!»».

## Семья
Три его сестры жили в СССР, одна в эмиграции.

## Рекомендованная литература
- Куликова Е. Ю. Абиссинские новеллы Павла Булыгина // Ежегодник Дома русского зарубежья имени Александра Солженицына. — 2017. — № 7. — С. 281—289.
- Куликова Е. Ю. О магистральных и маргинальных путях русской поэзии: «чужие звезды» Николая Гумилева и Павла Булыгина // Критика и семиотика. — 2017. — № 2. — С. 146—164.